# Tułowice (województwo mazowieckie)

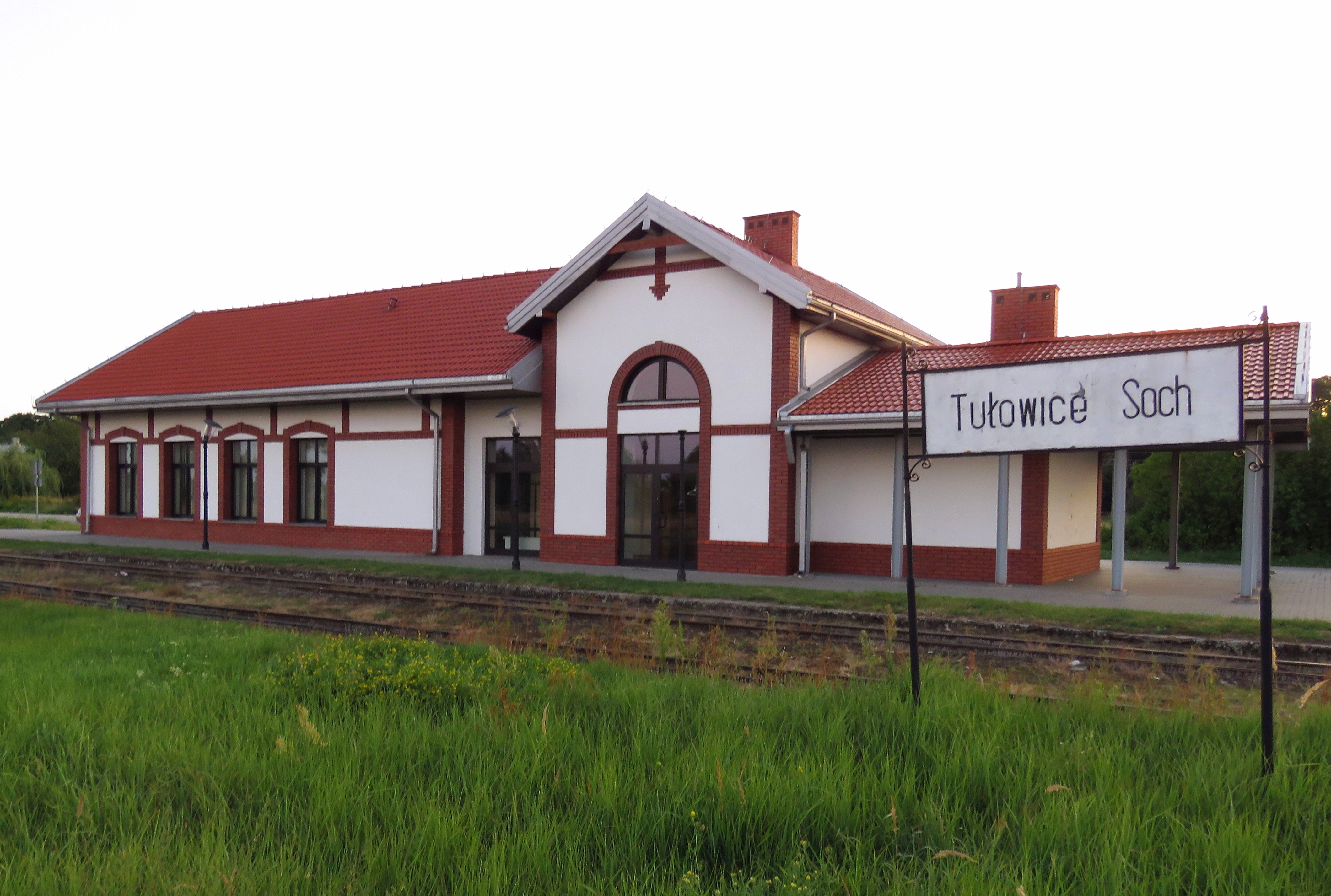
Stacja kolei wąskotorowej Tułowice Sochaczewskie

Tułowice – wieś w Polsce położona w województwie mazowieckim, w powiecie sochaczewskim, w gminie Brochów. Ma status sołectwa.
Wieś szlachecka położona była w drugiej połowie XVI wieku w powiecie sochaczewskim ziemi sochaczewskiej województwa rawskiego. W latach 1975–1998 miejscowość położona była w województwie warszawskim. 
W latach 1973–1995 miejscowość była siedzibą gminy Tułowice a w latach 1996–1999 siedzibą gminy Brochów. 

## Opis
Miejscowość wzmiankowana w 1361 roku. W 1800 roku powstał tu dwór klasycystyczny projektu Hilarego Szpilowskiego dla Franciszki Lasockiej. Wielokrotnie zmieniał właścicieli, w XIX wieku istniał tu m.in. młyn wodny na kanale Łasica. W 1939 roku w okolicy rozegrała się bitwa nad Bzurą, gdzie zginęli m.in. żołnierze Armii Pomorze wraz z gen. Stanisławem Grzmot-Skotnickim. Żołnierze pochowani tu po wojnie zostali ekshumowani w 1952 i pochowani na Cmentarzu Wojskowym w Warszawie.

## Warto zobaczyć
- Dwór w Tułowicach wybudowany w stylu klasycystycznym z około 1800 r. otoczony zabytkowym parkiem o powierzchni 6 ha. Po parcelacji majątku po II wojnie światowej dwór podupadł i mieścił m.in. mieszkania, następnie wiejski dom kultury, sklep i magazyny. Zdewastowany dwór został w 1980 r. przejęty przez obecnego właściciela artystę malarza Andrzeja Novaka-Zemplińskiego i jego żonę Aleksandrę. W 1998 roku dwór w Tułowicach otrzymał nagrodę I stopnia Ministra Kultury i Sztuki za najlepiej odrestaurowany obiekt zabytkowy oraz prestiżową nagrodę Europa Nostra.
- kapliczka przydrożna przy dworze,
- powozownia z kolekcją powozów z XIX i XX wieku,
- kamień upamiętniający śmierć generała Stanisława Grzmota-Skotnickiego w czasie bitwy nad Bzurą w 1939 roku,
- stacja turystycznej kolei wąskotorowej (Sochaczew – Wilcze Tułowskie, dawniej do Piask Królewskich i Wyszogrodu)
- starodrzew Borku Tułowickiego nad kanałem Łasica z Osadą Puszczańską.

## Szlaki turystyczne
- Główny Szlak Puszczy Kampinoskiej (Dziekanów Leśny – Wiersze – Tułowice – Brochów) 55,8 km
- Północny Szlak Krawędziowy (Tułowice – Grochale Nowe – Modlin) 41,0 km
- Kampinoski Szlak Rowerowy (wokół KPN) 144,5 km